# Emoia tetrataenia
Espèce
Synonymes
- Lygosoma tetrataenia Boulenger, 1895

Emoia tetrataenia est une espèce de sauriens de la famille des Scincidae.

## Distribution
Cette espèce se rencontre en Nouvelle-Guinée et dans les Louisiades.

## Publication originale
- Boulenger, 1895 : On a collection of reptiles and batrachians from Ferguson Island, D'Entrecasteaux group British New Guinea. Annals and magazine of natural history, vol. 6, no 16, p. 28-32 (texte intégral).